# Хилсмир Шорс (Мериленд)
Хилсмир Шорс (енгл. Hillsmere Shores) град је у америчкој савезној држави Мериленд.

## Демографија
По попису из 2000. године број становника је 2.977.
| Група             | 2000.         | 2010.    |
| Белци             | 2.768 (93,0%) | 0 (0,0%) |
| Афроамериканци    | 59 (2,0%)     | 0 (0,0%) |
| Азијати           | 46 (1,5%)     | 0 (0,0%) |
| Хиспаноамериканци | 49 (1,6%)     | 0 (0,0%) |
| Укупно            | 2.977         | 0        |